# Parafia Świętych Apostołów Piotra i Pawła w Pęcicach
Parafia Świętych Apostołów Piotra i Pawła w Pęcicach – rzymskokatolicka parafia należąca do dekanatu pruszkowskiego, archidiecezji warszawskiej, metropolii warszawskiej Kościoła katolickiego, w Pęcicach. Obsługiwana przez księży archidiecezjalnych. Mieści się przy ulicy Parkowej. 

## Historia
Parafia została erygowana na przełomie XIII i XIV wieku.

### Kościół parafialny
Obecny kościół parafialny pochodzi z lat 1824-1832.